# Linia kolejowa Znojmo – Retz
Linia kolejowa Znojmo – Retz (Linia kolejowa nr 248 (Czechy)) – jednotorowa, regionalna i zelektryfikowana linia kolejowa w Czechach i Austrii. Łączy Znojmo i Retz. Przebiega przez terytorium kraju południowomorawskiego i Dolnej Austrii.